# Bømlo
Gmina Bømlo (norw. Bømlo kommune) – norweska gmina leżąca w regionie Hordaland. Jej siedzibą jest miasto Bremnes.
Bømlo jest 307. norweską gminą pod względem powierzchni.

## Demografia
Według danych z roku 2005 gminę zamieszkuje 10 830 osób. Gęstość zaludnienia wynosi 43,85 os./km². Pod względem zaludnienia Bømlo zajmuje 95. miejsce wśród norweskich gmin.
| ludność stan na 1 stycznia 2005 |         |           |        |
|                                 | kobiety | mężczyźni | razem  |
| osób                            | 5550    | 5280      | 10 830 |
| %                               | 51,25%  | 48,75%    | 100%   |

| wykształcenie stan na 1 października 2004 |        |         |        |        |
|                                           | podst. | średnie | wyższe | niezn. |
| osób                                      | 1708   | 5060    | 1234   | 158    |
| %                                         | 20,93% | 62,01%  | 15,12% | 1,94%  |

## Edukacja
Według danych z 1 października 2004:
- liczba szkół podstawowych (norw. grunnskolar): 13
- liczba uczniów szkół podst.: 1728

## Władze gminy
Według danych na rok 2011 administratorem gminy (norw. rådmann) jest Sverre Olav Svarstad, natomiast burmistrzem (norw. ordfører, d. borgermester) jest Inge Reidar Kallevåg.